# Plexus Corporation
Die Plexus Corporation ist ein Auftragsfertiger von elektronischen Baugruppen und Geräten für die Bereiche Netzwerktechnik, Drahtlosnetzwerke, Medizintechnik, Wehrtechnik und Luftfahrt-Sicherheitstechnik. Der Unternehmenssitz befindet sich in Neenah, Wisconsin. Darüber hinaus hat Plexus Fertigungs- und Vertriebsstandorte in Nordamerika, Mexiko, Deutschland, Schottland, Rumänien, China und Malaysia. Plexus wurde 1979 gegründet.
Plexus tritt als Anbieter von Dienstleistungen für die Fertigung und Entwicklung von elektronischen Produkten auf. Alle Produkte werden ausschließlich im Auftrage von OEM-Unternehmen entwickelt und produziert. Somit existieren keine Produkte mit dem Markennamen Plexus. Es folgt dem reinen EMS-Geschäftsmodell.

## Geschichte
Plexus wurde 1979 in Wisconsin mit der Idee gegründet, Entwicklungs- und Design-Dienstleistungen mit Fertigungsdienstleistungen zu kombinieren. 1986 ging Plexus mit einem Jahresumsatz von 24 Millionen Dollar an die Börse, im Jahre 1997 erzielte das Unternehmen einen Jahresumsatz von 400 Millionen Dollar. In den darauffolgenden Jahren hat Plexus, wie die gesamte EMS-Industrie, von der Dotcom-Blase stark profitiert und ist weiter gewachsen. Nachdem die Internetblase geplatzt ist, musste das Unternehmen einen starken Umsatzeinbruch verkraften, was zu umfangreichen Umstrukturierungsmaßnahmen führte.
Heute ist Plexus ein globales Unternehmen mit Standorten in Amerika, Europa und Asien. Plexus beschäftigt rund 8.000 Mitarbeiter weltweit und erwirtschaftete 2023 einen Jahresumsatz von rund 4,2 Milliarden Dollar. Plexus bezeichnet sich selbst als die „Product Realization Company“ und bietet Dienstleistungen zur Entwicklung von Produkten, Fertigungsoptimierung von Produkten, Produkteinführung für die Serienfertigung inkl. Prototypenbau, die Serienfertigung, Logistik und Reparatur und After-Sales-Services. Plexus fokussiert sich hierbei auf die Branchen Telekommunikation, Industrie, Medizintechnik und Luft- und Raumfahrt inkl. Militärtechnik bei kleinen bis mittleren Produktionsvolumina.
In Deutschland ist Plexus mit rund 80 Mitarbeitern in Darmstadt vertreten.